# Polanica-Zdrój
Polanica-Zdrójⓘ (niem.  nazwa urzędowa Altheide-Bad, zwyczajowa Bad Altheide, cz. Starý Bor) – miasto uzdrowiskowe w Polsce, w województwie dolnośląskim, w powiecie kłodzkim. Położona jest w dolinie Bystrzycy Dusznickiej u podnóża masywu Piekielnej Góry (południowo-wschodni kraniec Gór Stołowych), a południowa część miasta (dzielnica Sokołówka) na zboczach Gór Bystrzyckich w pobliżu Kamiennej Góry.
Miejscowość należała do hrabstwa kłodzkiego. W latach 1945–1954 była także siedzibą gminy wiejskiej Polanica Zdrój, a w latach 1975–1998 należała administracyjnie do województwa wałbrzyskiego.

## Geografia

### Położenie
| Rodzaj                  | Powierzchnia (ha) | %     |
| ----------------------- | ----------------- | ----- |
| użytki rolne            | 495               | 28,8% |
| tereny zamieszkane      | 348               | 20,2% |
| lasy                    | 879               | 51,0% |
| Powierzchnia miasta (Σ) | 1722              | 100%  |

Polanica-Zdrój ma obszar 17,22 km² (351. miejsce w kraju). Miasto stanowi 1,05% powierzchni powiatu.
Polanica-Zdrój jest położona u wylotu przełomowej Piekielnej Doliny, przez którą przepływa Bystrzyca Dusznicka, wpływająca do Nysy Kłodzkiej. Północna i środkowa część miasta leży u wschodniego podnóża stoliwa Szczytnika w Górach Stołowych, zaś południowa na zboczu Kamiennej Góry, Stogu w Górach Bystrzyckich oraz Zagajnika.
Sąsiednie gminy: Bystrzyca Kłodzka, Kłodzko, Szczytna.

### Granice miasta

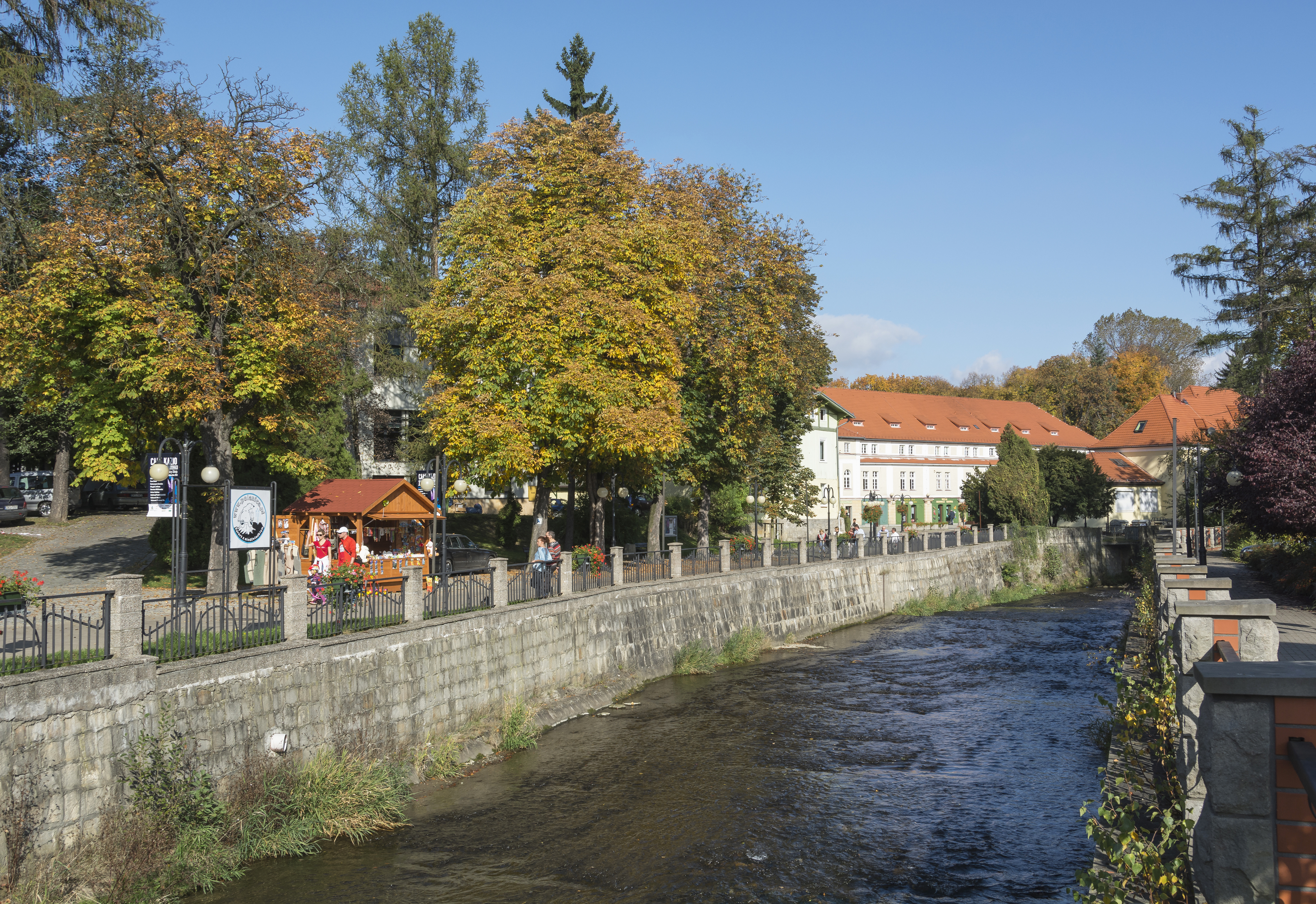
Bystrzyca Dusznicka w centrum miasta

Rozciągnięta południkowo zabudowa Polanicy-Zdroju wznosi się na wysokości ok. 370–560 m n.p.m. Najniższy punkt znajduje się nad Bystrzycą Dusznicką w centrum miasta, z kolei najwyższy w Sokołówce. Granice miasta sięgają do drogi krajowej nr 8 na północy poprzez Lipnik, Piekielną Górę, Wysoki Kamień, Piekielną Dolinę, Wolarz, Wietrznik, który jest najwyższym wzniesieniem w granicach miasta, Kamienną Górę, po czym przez Zagajnik, na wschód od Sokołówki i Nowego Wielisławia, grzbietem Wzgórza Marii i przez Bystrzycę Dusznicką w stronę drogi krajowej nr 8.
Miasto graniczy z następującymi miejscowościami: Wolanami na północy, Szczytną na zachodzie, Pokrzywnem i Starkówkiem na południu, Starkowem oraz Starym Wielisławiem i Szalejowem Górnym na wschodzie.

### Geologia
Miasto leży na granicy Gór Stołowych, Gór Bystrzyckich i Kotliny Kłodzkiej. Do tego obszaru dotarł lądolód skandynawski w okresie zlodowacenia staropolskiego, czego dowodzą licznie występujące osady czwartorzędowe, pokrywające doliny rzeczne. Okoliczne wzniesienia ukształtowane są głównie z górnokredowych piaskowców.

### Flora
Roślinność Polanicy-Zdroju jest zróżnicowana. Zachodnią część miasta porasta las dolnoreglowy. Dominuje tam świerk, jednak w ostatnich latach monokulturę świerka zastępuje się nowymi nasadzeniami mozaikowymi. W ich skład wchodzą buki, jawory, jodły, brzozy, jarzębiny i modrzewie. Występuje tu również sosna zwyczajna, która rośnie na jałowych glebach popiaskowcowych w rejonie Szczytnika – od drogi krajowej nr 8 aż do Piekielnej Doliny i na południowych stokach Wzgórza Marii. W tamtym rejonie stoki porasta również brzoza brodawkowata. Modrzew występuje tu jako domieszka do drzewostanu na całym obszarze leśnym gminy.
Na łąkach i polanach Polanicy-Zdroju licznie rośnie pełnik europejski, zwany „różą kłodzką”. Na tych samych stanowiskach kwitnie zimowit jesienny. Najbogatszy zespół florystyczny występuje na łące przy granicy gminy – w rejonie Piekielnej Góry. Rośnie tam ciemiężyca zielona, ostrożeń łąkowy, ostrożeń warzywny, rdest wężownik, goryczuszka orzęsiona oraz dziewięćsił bezłodygowy. Na łąkach w rejonie Sokołówki rosną różne odmiany storczyków. W całej Polanicy-Zdroju występują różne odmiany dzwonków, przebiśniegów, pierwiosnków, a w rozległych lasach konwalia majowa i konwalijka dwulistna.

## Toponimia
Nazwa Heyde (niem. „wrzosowisko”, „puszcza” albo „pustać”, „polana”) pojawiła się po raz pierwszy w źródłach pisanych w 1347 przy okazji wymienienia z nazwy dóbr należących do rodu von Glaubitzów (von Glubosów). Funkcjonuje ona w późniejszym okresie w różnych odmianach – najczęściej: Heide i Heyde. W XVI w. po założeniu osady Neu Heyde (obecnie Polanica Górna) określano ją dla odróżnienia jako Alt Heyde.
Nazwa niemiecka
Od lat 70. XIX w. miejscowość zaczęto nazywać Bad Altheide, akcentując w ten sposób funkcję uzdrowiska. Formalnej zmiany nazwy z Altheide na Altheide-Bad dokonano w 1925. W urzędowej niemieckiej nazwie miejscowości słowo Bad (pol. „zdrój”) umieszczono na końcu nazwy. Był to jedyny taki przypadek na niemieckim obszarze językowym, pozostałe miejscowości uzdrowiskowe miały nazwy typu Bad Kudowa, Bad Ems itd., stąd potocznie często używano nazwy Bad Altheide zamiast oficjalnej.
Nazwa polska
Po II wojnie światowej i przejęciu ziemi kłodzkiej przez polską administrację w maju 1945 przemianowano miasto na Puszczyków Zdrój od znaczenia „puszcza”, a znajdującej się ówcześnie poza miastem stacji kolejowej nadano nazwę Wrześniów (od „wrzosowiska”). W maju 1946 Komisja Ustalania Nazw Miejscowości ustaliła nazwę Polanica Zdrój (od kolejnego znaczenia słowa Heide). 7 maja 1946 nadano miejscowości polską nazwę Polanica Zdrój.

### Pisownia i odmiana
Nazwa miejscowości Polanica-Zdrój pisana z łącznikiem (dywizem) jest nazwą urzędową, ustaloną przez Ministra Spraw Wewnętrznych i Administracji po zasięgnięciu opinii Komisji Nazw Miejscowości i Obiektów Fizjograficznych i opublikowaną w Dzienniku Ustaw. W 2004 Rada Języka Polskiego uchwaliła taki sposób zapisu wieloczłonowych nazw miejscowych. Forma nazwy pisana bez łącznika, tzn. „Polanica Zdrój” jest obecnie formą potoczną.
Ponadto w nazwach dwuczłonowych odmieniają się oba człony, dlatego należy odmieniać zarówno nazwę, jak i określenie Zdrój. Brak odmiany predykatu Zdrój jest często spotykanym błędem nawet wśród samorządowców i dziennikarzy.

## Historia

### Wieś (do 1945)

#### Początki Polanicy
Najdawniejsza wzmianka dotycząca Polanicy została wpisana pod datą 1 lutego 1347 do najstarszej kłodzkiej księgi sądu stanowego dla szlachty z lat 1346–1390. Dotyczyła osady otoczonej gęstymi lasami zwanej Heyde i długu na jedenaście kóp groszy, jaki zaciągnął Mikołaj (Nickel) z Głuboczy u Mikołaja Mulsteina, mieszczanina kłodzkiego, zastawiając m.in. cztery łany ziemi w Polanicy. Świadkami byli Guntern ze Stercz i Hanko z Knoblauchsdorfu, późniejszy starosta kłodzki. Osada ta była własnością znanego śląskiego rodu rycerskiego von Glaubitz (Glubos, z Głuboczy, Glaubicz), którzy rezydowali na zamku Szczerba. W 1353 właścicielami wsi byli bracia Otto Młodszy, zwany Scolaris i Otto, zwany Blizna (Schramm) Glubosowie. W 1417 osada tworzyła wspólne dobra ze Szczytną, a ich właścicielem był Michel von Glubos.
W drugiej połowie XV w. wieś stała w połowie własnością rodziny von Lazan. W 1494 zmarł ostatni potomek tego rodu Sigmund Seydlitz von Lazan (Laasan) i ta część wsi stała się własnością Henryka Starszego Podiebradowicza, księcia ziębickiego, pierwszego hrabiego kłodzkiego, który podarował ją klasztorowi augustianów z Kłodzka. Druga połowa wsi, obejmująca również dwa łany, należała do kolejnych rodów rycerskich. Wreszcie i ta część stała się królewszczyzną. W 1538 obejmując 6 gospodarstw i młyn, została zakupiona od ostatniego właściciela von Ullersdorfa przez miasto Kłodzko, jako uposażenie dla szpitala. Około 1556 na północnym krańcu wsi powstało nowe osiedle Nowa Polanica (zw. Neuheide, obecnie Polanica Górna), w związku z czym Polanicę zaczęto nazywać Starą (Alte Heide, potem Alt-Heide, Alt-Haide, ok. 1900 Altheide).

#### Okres nowożytny (XVI–XVIII w.)
W 1595 kłodzki konwent augustianów rozpadł się, a jego dobra przejęło kłodzkie seminarium jezuickie. Jezuici przystąpili energicznie do zagospodarowywania wsi, osadzając nowych gospodarzy. Trzydzieści lat później Georgius Aelurius podał w swojej Glaciographii (opisie ziemi kłodzkiej) wiadomość o istnieniu w okolicy wsi źródeł mineralnych. O Polanicy napisał: Tak też i z kwaśnego źródła w Polanicy obcy ludzie z odległych miejscowości (jako że jego siłę i użyteczność dobrze rozumieją i uznają) gromadnie czerpią i używają. Częstokroć zdarza się, gdy wytworne szlacheckie zaślubiny w sąsiednich krainach się szykuje, że owa woda z polanickiego kwaśnego źródła w sporych ilościach jest odbierana, a następnie wyśmienitemu winu przedkładana, czeladzi nie dając jej ani łyka, wino każąc im pić. Źródła te były nazywane źródłami ropuch, ponieważ często znajdowano w nich martwe żaby. Wskakiwały one do wody nic nie przeczuwając i na skutek wysokiej w niej zawartości kwasu węglowego, rozstawały się z życiem. Ale nadal nie były one wykorzystywane leczniczo.

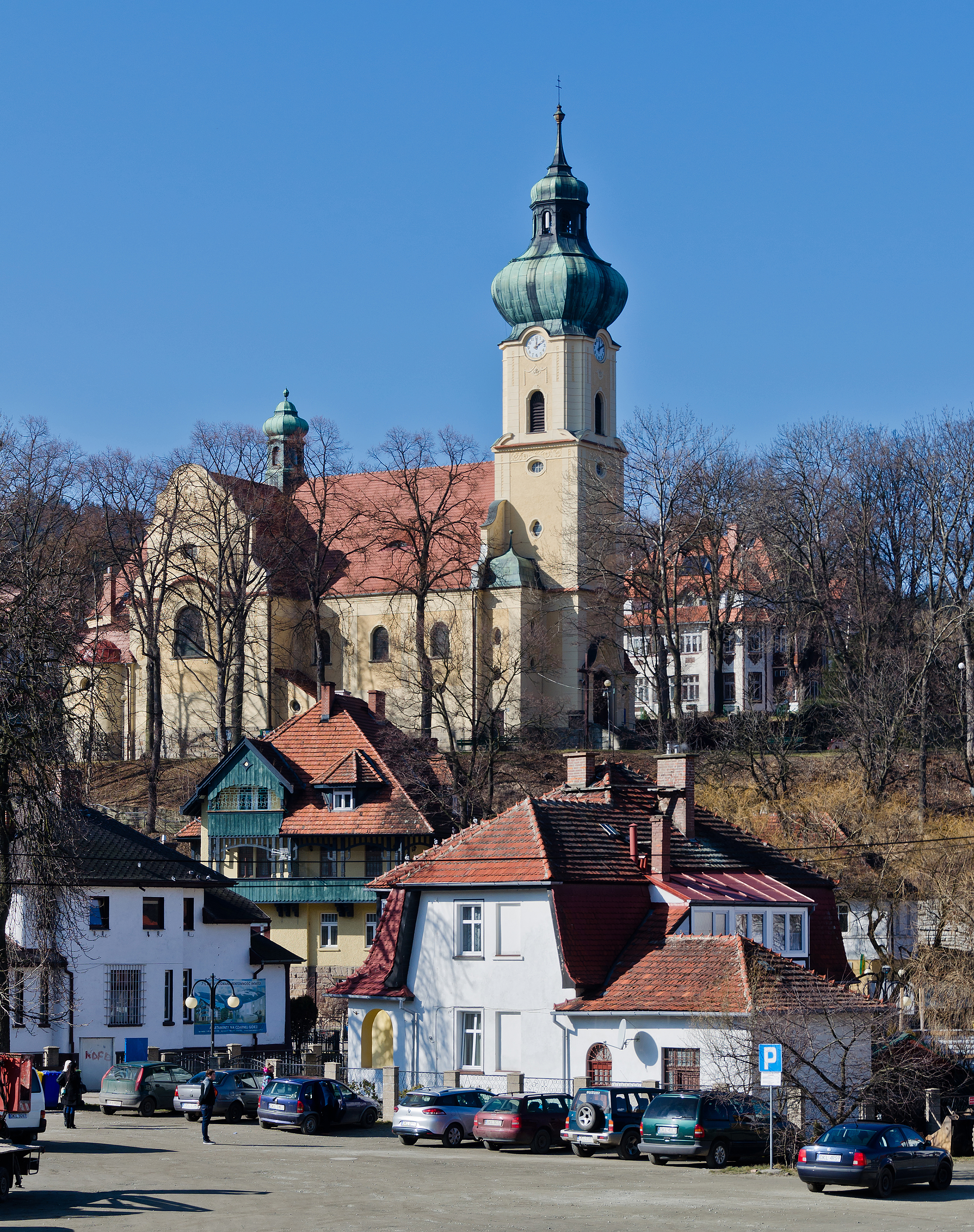
Widok na Wzgórze Klasztorne w centrum Polanicy-Zdroju

W 1630 założono tu folwark, a w 1631 w Polanicy odnotowano już 16 gospodarzy płacących podatki kościelne. Zagospodarowaną przez jezuitów Polanicę zniszczyli i spalili (m.in. dwór jezuicki) w 1645 (wojna trzydziestoletnia) Szwedzi z oddziału płk. Roberta Douglasa (jako generał był później jednym z dowódców szwedzkich w czasie Potopu). W 1650 zakonnicy wznieśli na zboczu dol. Bystrzycy pałacyk w rodzaju pensjonatu, który znacznie rozbudowali po pożarze w 1699. W latach 1706–1707 zakon jezuitów wybudował okazały dwór z kaplicą, który zaczął służyć pierwszym kuracjuszom, docierającym do Polanicy od połowy XVIII w.
Oprócz wiosek Heide i Neu-Heide rozwijała się także wieś Falkenhain (Sokołówka, obecnie część Polanicy), którą w dziele Matthäusa Meriana pt. Topographia Bohemiae, Moraviae et Silesiae z 1650 wymieniono pod nazwą Polckenhayn.

#### W granicach Prus
W 1747 wieś stanowiła nadal współwłasność jezuitów i szpitala w Kłodzku, od 1765 miała ona już trzech właścicieli: zakon jezuitów, szpital i radcę handlowego Genedla.
W 1773 został rozwiązany zakon jezuicki, a jego dobra przeszły na własność państwa pruskiego. W 1787 znaczna część majątku wraz ze źródłami znalazła się w rękach Fryderyka von Redena, dyrektora Wyższego Urzędu Górniczego we Wrocławiu, później ministra górnictwa i hutnictwa w rządzie pruskim, pioniera industrializacji na Górnym Śląsku.
Wyraźniejszy rozwój datuje się dopiero od XIX wieku, kiedy to nowy właściciel Polanicy, kupiec kłodzki Joseph Grolms ocembrował jedno z pięciu tryskających wówczas źródeł (Józef), wzniósł dom zdrojowy (drewniane łazienki) i zamienił okoliczne pola na ogród. Wówczas też w Polanicy istniała już szlifiernia szkła, młyny wodne, tartak, browar, wytwórnia sadzy i leśniczówka. Kolejni właściciele uzdrowiska Storch i Rathmann wznieśli nowe, murowane łazienki. Przeprowadzili też badania wód mineralnych, a następnie zaadaptowali dwór pojezuicki na dom dla kuracjuszy. W 1840 Polanica zasłynęła tym, że ma wodę skuteczną przeciwko „słabościom podbrzusza”. Właściwości wód polanickich zbadano ponownie i dokładnie w 1846.
Równocześnie ze zdrojem istniała m.in. kuźnica, walcownia i fryszerka, zaś nad potokiem Lipnickim rozwijała się tzw. Nowa Polanica z cegielnią, szlifiernią szkła, topnią żelaza i innymi zakładami.

#### W granicach zjednoczonych Niemiec

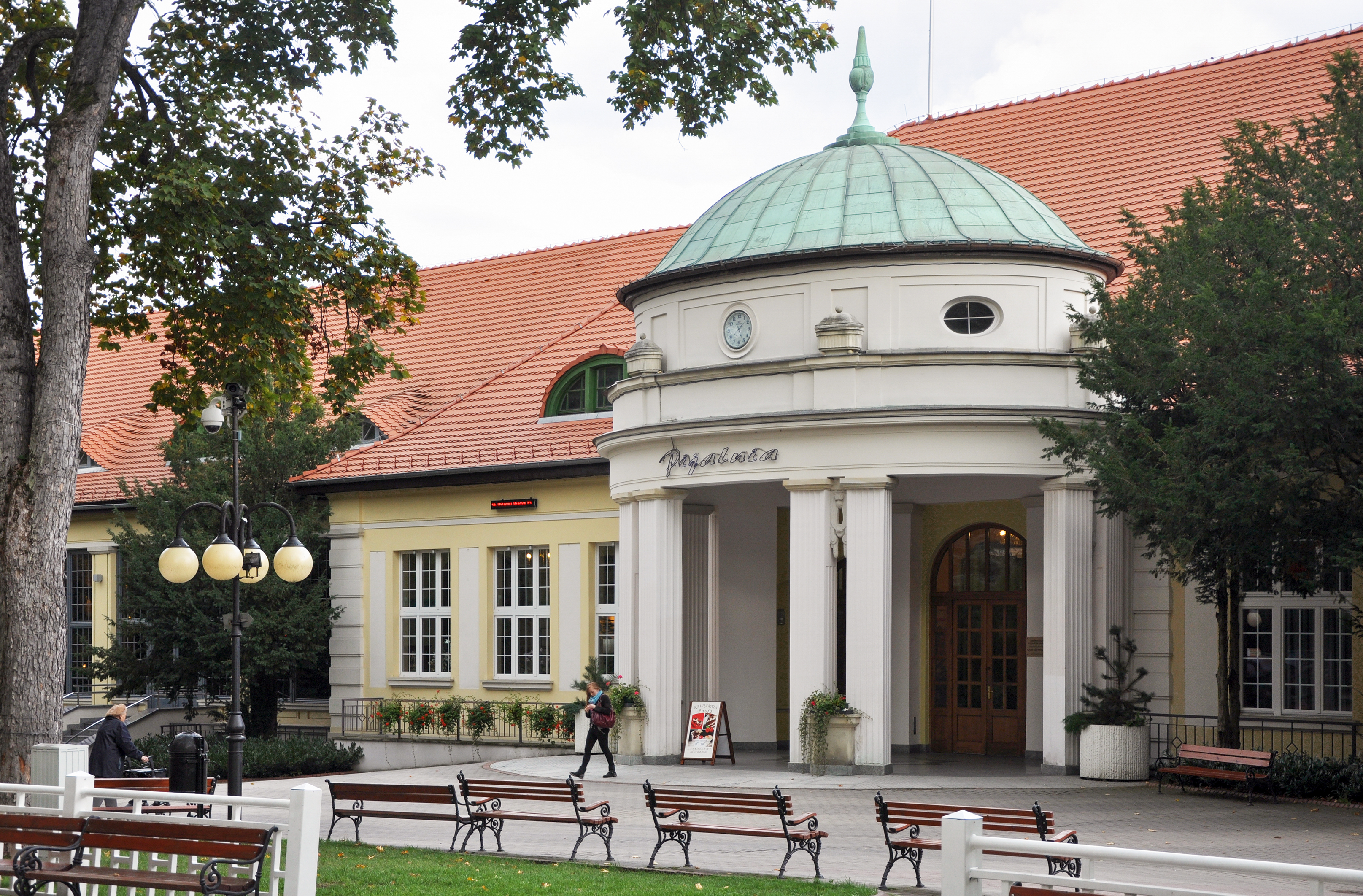
Dom Zdrojowy – wejście do pijalni

W 1873 zdrój wraz z przyległymi terenami nabył wrocławski przemysłowiec Wenzel Hoffmann i w następnym roku postawił dom inspektora zdroju i inne urządzenia. W 1875 było już około 131 kuracjuszy. Od 1879 zaczęto wykorzystywać miejscowe złoże borowiny. Już w 1880 było około 300 kuracjuszy, a w 1890 – 726. Rozpoczęto butelkowanie wody mineralnej ze źródła Jerzy i jej wysyłkę.
W 1890 doprowadzono linię kolejową z Kłodzka, co przyczyniło się do rozwoju uzdrowiska. W latach 1903–1904 następny właściciel, baron Wolfgang von der Goltz przeprowadził odwierty pozyskując nowe, bardzo wydajne źródło Wielka Pieniawa (niem. Grosser Sprudel), podczas gdy jego konkurenci, Karl Mielert i Robert Klose, źródło Charlottensprudel. Odwiercenie tych źródeł (34 i 88 m głębokości) spowodowało zanik starych źródeł z wyjątkiem Józefa.
W 1904 uzdrowisko nabyła spółka pod przewodnictwem tajnego radcy handlowego Georga Haasego (właściciela browaru we Wrocławiu), która w bardzo krótkim czasie doprowadziła uzdrowisko do rozkwitu, zajmując się także szeroko jego reklamą.
Od tego momentu datuje się ożywiony rozwój Polanicy jako renomowanego uzdrowiska. W wyniku starań Georga Haasego powstał rozległy park, zbudowano nową pijalnię wód, dom zdrojowy i teatr.
Spowodowało to gwałtowny napływ kuracjuszy i ruch budowlany w Polanicy, która zatraciła wiejski charakter, stając się modnym kurortem o charakterystycznej willowo-pensjonatowej zabudowie w stylu szwajcarskim.
W latach 1905–1910 powstała nowoczesna rozlewnia wód mineralnych. W 1906 otwarto luksusowy dom kuracyjny o 130 pokojach – dzisiejsze sanatorium Wielka Pieniawa. Był on uważany za najnowocześniejszy na Śląsku, ponieważ posiadał własny zakład przyrodoleczniczy z pełnym wyposażeniem. Zarówno Wielką Pieniawę, jak i Park Zdrojowy oświetlano już światłem elektrycznym. Wybudowano nową kolumnadę z pijalnią (1906), powstał kompleks mieszczący pijalnię, salę spacerowo-koncertową i kawiarnię zdrojową, były tu także pokoje dla kuracjuszy. W 1909 ukończono budowę sanatorium kardiologicznego (dzisiaj szpital uzdrowiskowy „Zdroje”). Długoletnim dyrektorem (w latach 1907–1945) i twórcą uzdrowiska (obok G. Haasego) był Georg Berlit.
Haase i Berlit byli pomysłodawcami niecodziennej promocji uzdrowiska poprzez przylot 12 lipca 1910 sterowca typu Parseval. Sterowiec pilotował kapitan Dinglinger. Dzień przylotu Parsevala 5 do Polanicy był sensacją. Tysiące gapiów zebrało się, przybywając na piechotę, koleją, wozami lub samochodami. Przed lądowaniem z gondoli sterowca zrzucono liny cumownicze, schwytane przez żołnierzy 38. Regimentu fizylierów Moltkego z Kłodzka i zakotwiczone do wozu obciążonego kamieniami. Wydarzenie miało świąteczną oprawę, w uzdrowisku koncertowały dwie orkiestry: kapela regimentu Moltkego i orkiestra uzdrowiskowa. Na zaproszenie Haasego przyjechało 50 samochodów kierowanych przez członków Automobilklubu Śląskiego. Następnego dnia sterowiec odleciał do Kudowy-Zdroju.
W 1900 w Polanicy było 1313 kuracjuszy, w 1907 – 4828, w 1910 – 6404, a w 1913 – 9024. W tych też latach powstała znaczna część zabudowy pensjonatowej i mieszkaniowej. Zakwaterowanie w uzdrowisku zapewniało około 10 hoteli i 120 pensjonatów, a leczeniem zajmowało się 12 lekarzy.

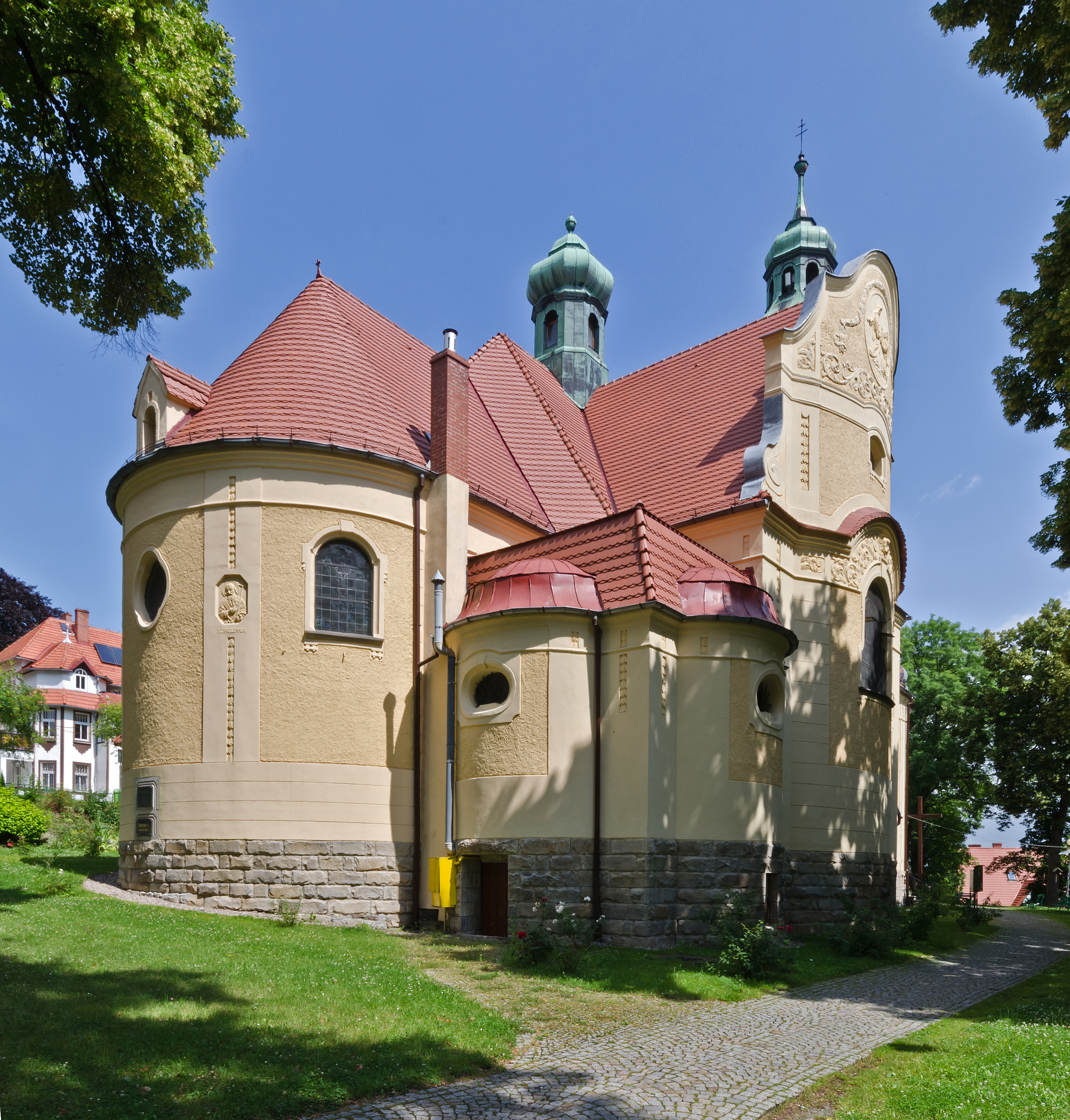
Kościół pw. Wniebowzięcia NMP z 1912 roku

Zbudowano dwa kościoły: katolicki pw. Wniebowzięcia NMP w 1912 oraz ewangelicki kościół pamiątkowy im. cesarza Fryderyka III w 1916, ufundowany częściowo przez rodzinę cesarską i wyposażony w organy firmy Schlag & Söhne ze Świdnicy.

#### Lata 1914–1945
Na początku I wojny światowej uzdrowisko zamknięto, a w domu zdrojowym urządzono szpital, ale już w 1915 wznowiono działalność zdroju. Specjalnie dla polskich kuracjuszy, w 1915 wydano przewodnik w jęz. polskim i do 1933 prowadzono takiż pensjonat.
Wysoki poziom miała orkiestra zdrojowa, wykonująca również utwory symfoniczne, pod długoletnim kierownictwem Albina Eschricha. Starannie dobrana muzyka uzdrowiskowa była dla gości rozkwitającego kurortu nie tylko czystą rozrywką, ale i wsparciem duchowym. Koncerty symfoniczne i koncerty znanych solistów organizowane przez Eschricha w Polanicy znajdowały najwyższe uznanie śląskich krytyków muzyki i uważano je za wzorowe na Śląsku. Szeroko znana była huta szkła kryształowego Franza Wittwera, a serwis kieliszków Wenecja, projektu R.K. Koppela do dziś jest poszukiwany w antykwariatach. Po przejściu na emeryturę zamieszkał tu nadburmistrz Wrocławia w latach 1912–1918, Paul Matting, który po śmierci żony ożenił się z pochodzącą z Wielkopolski Dorotą Kowalczewski, siostrą rzeźbiarzy Paula Ludwiga i Karla Kowalczewskich i otworzył kancelarię notarialną.
We wczesnych latach międzywojennych liczba kuracjuszy dochodziła do 10 000. Z ważniejszych inwestycji okresu międzywojennego wymienić należy teatr zdrojowy na 700 miejsc, otwarty w 1925 i nowe łazienki z 1930. Wcześniejszą salę zamieniono na kasyno, zmodernizowano i rozbudowano urządzenia lecznicze oraz rozległy park. W tym też okresie zbudowano tor saneczkowy i skocznię narciarską. Polanica była najnowocześniejszym uzdrowiskiem w Sudetach, i jednym z takich w całych Niemczech. W latach 30. miejscowość stała się modna, zajmując wiodącą pozycję wśród kłodzkich kurortów. Przypadła do gustu zwłaszcza hitlerowcom, których raziła popularność, jaką cieszyły się starsze zdroje wśród bogatych Żydów, z których wielu przyjeżdżało z Polski. Od lat 70. XIX wieku miejscowość nazywano Bad Altheide, akcentując w ten sposób funkcję uzdrowiska (natomiast formalnej zmiany nazwy z Altheide na Altheide-Bad dokonano w 1925).
W czasie II wojny światowej rozbudowa uzdrowiska została zahamowana, sanatoria ponownie zamieniono na szpitale wojskowe. W miejsce kuracjuszy pojawili się ranni żołnierze niemieccy.
Ważnym czynnikiem miastotwórczym było zbudowanie kościoła i utworzenie w 1923 katolickiej parafii Wniebowzięcia NMP, oraz budowa w 1916 kościoła ewangelickiego im. cesarza Fryderyka III. Utworzono także dwa cmentarze: katolicki (obecnie komunalny) w 1920 i ewangelicki (obecnie w formie lapidarium) w 1925.

### Miasto (od 1945)
W maju 1945 miejscowość została zajęta przez wojska radzieckie. Już 16 czerwca 1945 przybyli tu pierwsi polscy urzędnicy, uprzedzając wcielenie Dolnego Śląska do Polski, i nadając miejscowości nazwę Puszczyków Zdrój. Stacja kolejowa nosiła natomiast nazwę Wrześniów. Obie nazwy przetłumaczono z wieloznacznej niemieckiej nazwy Heide (puszcza, step, wrzosowisko) i stosowano je do maja 1946, kiedy to polska Komisja Ustalania Nazw Miejscowości zmieniła je na Polanica-Zdrój. Polanica otrzymała prawa miejskie, pierwszym burmistrzem został Kazimierz Dąbrowski.
Niemal wszystkich dotychczasowych mieszkańców uzdrowiska wysiedlono do Niemiec, pozostali nieliczni specjaliści potrzebni do utrzymania uzdrowiska. Jednym z nich był wybitny lekarz zajmujący się leczeniem chorób serca, prof. Heinrich Schlecht, który poprosił o możliwość pozostania, nauczyciel wcześniej niemieckich, później polskich lekarzy.

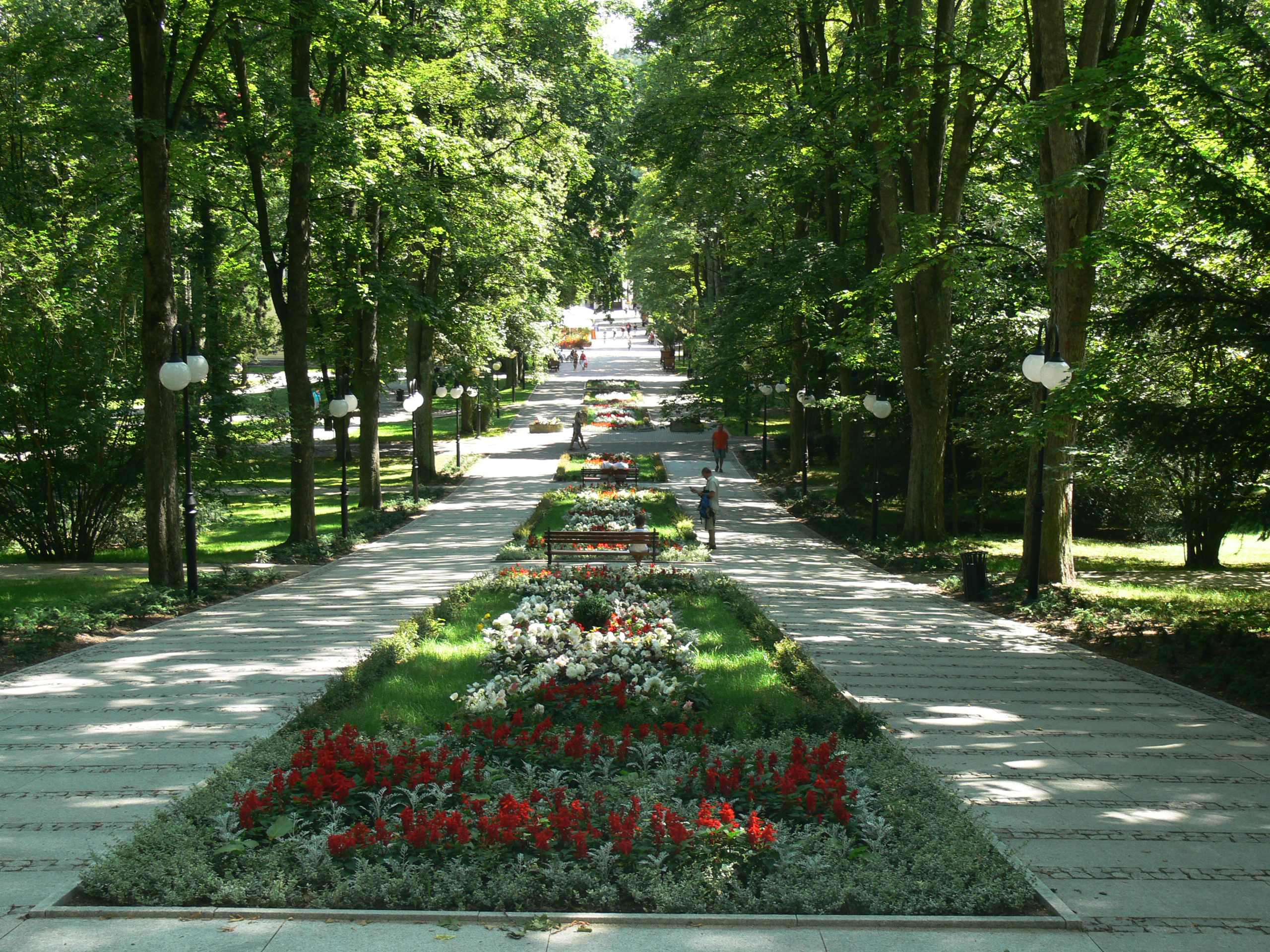
Park zdrojowy

Ponieważ miejscowość nie doznała zniszczeń wojennych, uzdrowisko wkrótce zaczęło przyjmować polskich kuracjuszy.
Gośćmi kurortu byli m.in. Maria Dąbrowska, Mieczysław Fogg, Janusz Gniatkowski, a później znani arcymistrzowie szachowi, uczestnicy Memoriału Akiby Rubinsteina. W Polanicy osiedlił się też działacz narodowy Stanisław Kozicki. W Gimnazjum Zdobienia Szkła, a potem w technikum szklarskim uczyła się Irena Santor.
Manifestacją polskości były dożynki powiatu kłodzkiego w Polanicy-Zdroju zorganizowane 31 sierpnia 1947 przez Powiatowy Zarząd Samopomocy Chłopskiej przy udziale zarządu miasta i zarządu gminy wiejskiej Polanica Zdrój, których program obejmował: mszę polową, przemówienia, wręczanie aktów własności mienia rolnego, popisy młodzieży wiejskiej. Na koniec wicewojewoda wrocławski Aleksander Barchacz (wcześniej starosta kłodzki) przyjął defiladę. Dożynki odbywały się z udziałem władz powiatowych i wojskowych oraz wielotysięcznej rzeszy mieszkańców powiatu kłodzkiego. Po obiedzie w domu zdrojowym odbyła się zabawa taneczna. W tym dniu Polanica gościła też liczną delegację czechosłowacką.
Lecznicza sława Polanicy zwiększyła się znacznie po 1950 dzięki chirurgii plastycznej zastosowanej po raz pierwszy w Polsce przez dr. Stanisława Michałka-Grodzkiego. Później dyrektorem Szpitala Chirurgii Plastycznej był prof. Michał Krauss, a w latach 1976–2005 był nim prof. Kazimierz Kobus. Szpital jest kuźnią kadr chirurgów plastycznych nie tylko dla kraju, ale i zagranicy. Po wielu latach budowy, 15 września 2005 uruchomiono Specjalistyczne Centrum Medyczne znajdujące się w nowoczesnym obiekcie.

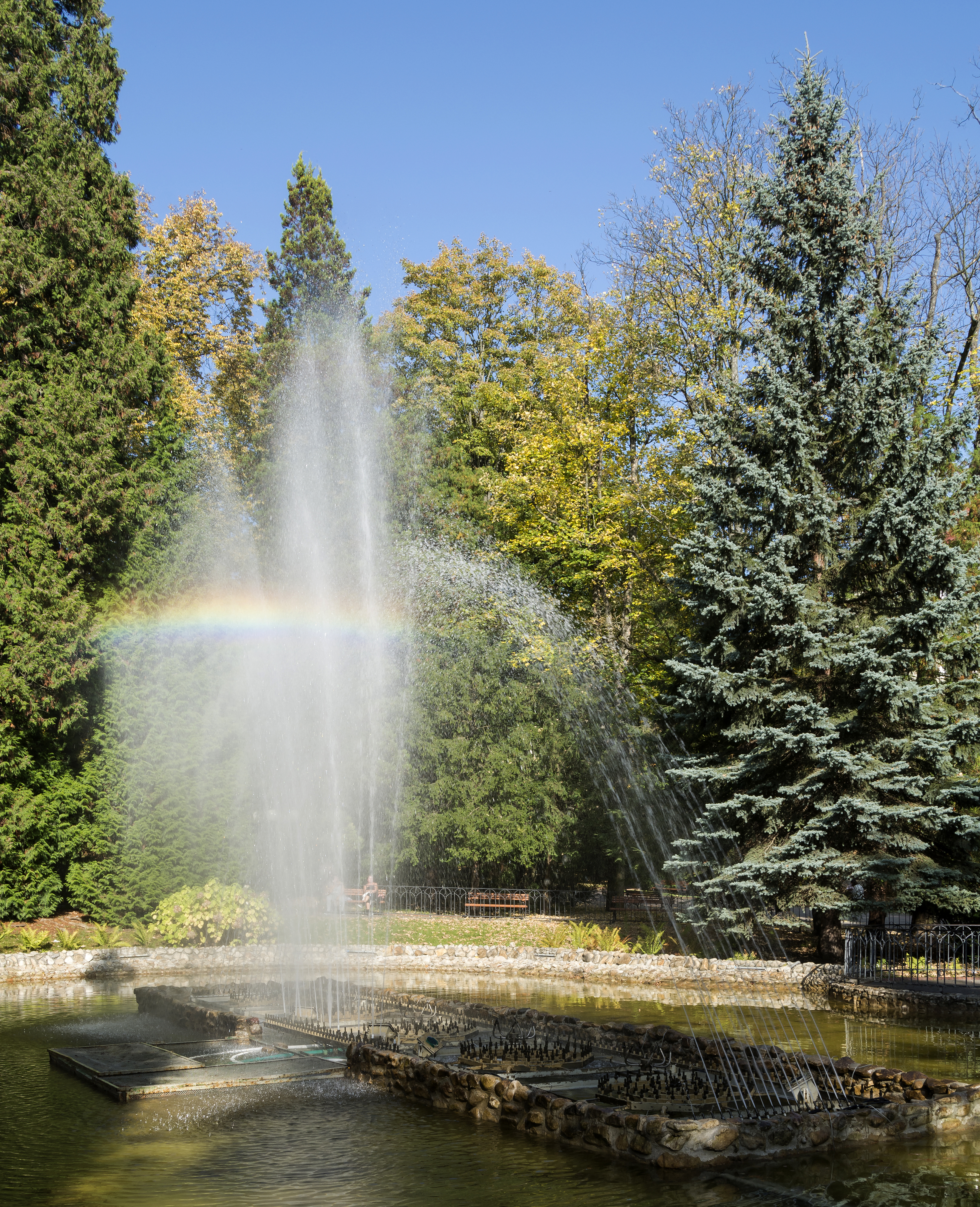
Fontanna w parku zdrojowym

W 1974 powstał Zespół Uzdrowisk Kłodzkich z siedzibą w Polanicy, grupujący pod jednym zarządem obiekty sanatoryjno-uzdrowiskowe i rozlewnie wody mineralnej w Polanicy, Dusznikach i Kudowie. Obecnie działa jako Uzdrowiska Kłodzkie S.A. – Grupa PGU. Ma nowocześnie wyposażoną bazę leczniczą i hotelową, przystosowaną do potrzeb osób niepełnosprawnych, w tym zakłady przyrodolecznicze i baseny rekreacyjno-rehabilitacyjne; a także dwie rozlewnie wód mineralnych. Kolejną znaną placówką medyczną był działający w latach 1992–2018 Ośrodek Litotrypsji zajmujący się bezoperacyjnym kruszeniem kamieni nerkowych metodą litotrypsji, w 2016 przeniesiony do Kłodzka. W 2014 został otwarty Hotel SPA Dr Irena Eris, pierwszy pięciogwiazdkowy obiekt na ziemi kłodzkiej, z misją wypoczynku i odnowy biologicznej gości.
Łagodny, podgórski klimat oraz obfite źródła wód mineralnych stwarzają doskonałe warunki do wypoczynku, leczenia chorób układu krążenia i przewodu pokarmowego, a także zwalczania nałogu palenia tytoniu. Część uzdrowiskową otacza piękny park, pełen starych drzew i egzotycznych krzewów: różnokolorowych azalii, rododendronów i magnolii. Polanica-Zdrój dysponuje dobrą bazą leczniczą, turystyczną, rekreacyjną i sportową.
Oprócz dobrej bazy leczniczo-wypoczynkowej miasto ma takie urządzenia rekreacyjne i kulturalne jak: trzy kryte baseny kąpielowe, letni tor saneczkowy, korty tenisowe, teatr zdrojowy, bibliotekę miejską, kluby bilardowe oraz bardzo duże zaplecze gastronomiczne. Uzdrowisko jest ulubionym miejscem wypraw weekendowych mieszkańców Dolnego Śląska.

## Zabytki i pomniki

### Wpisane na listę zabytków
Do wojewódzkiego rejestru zabytków wpisane są obiekty:

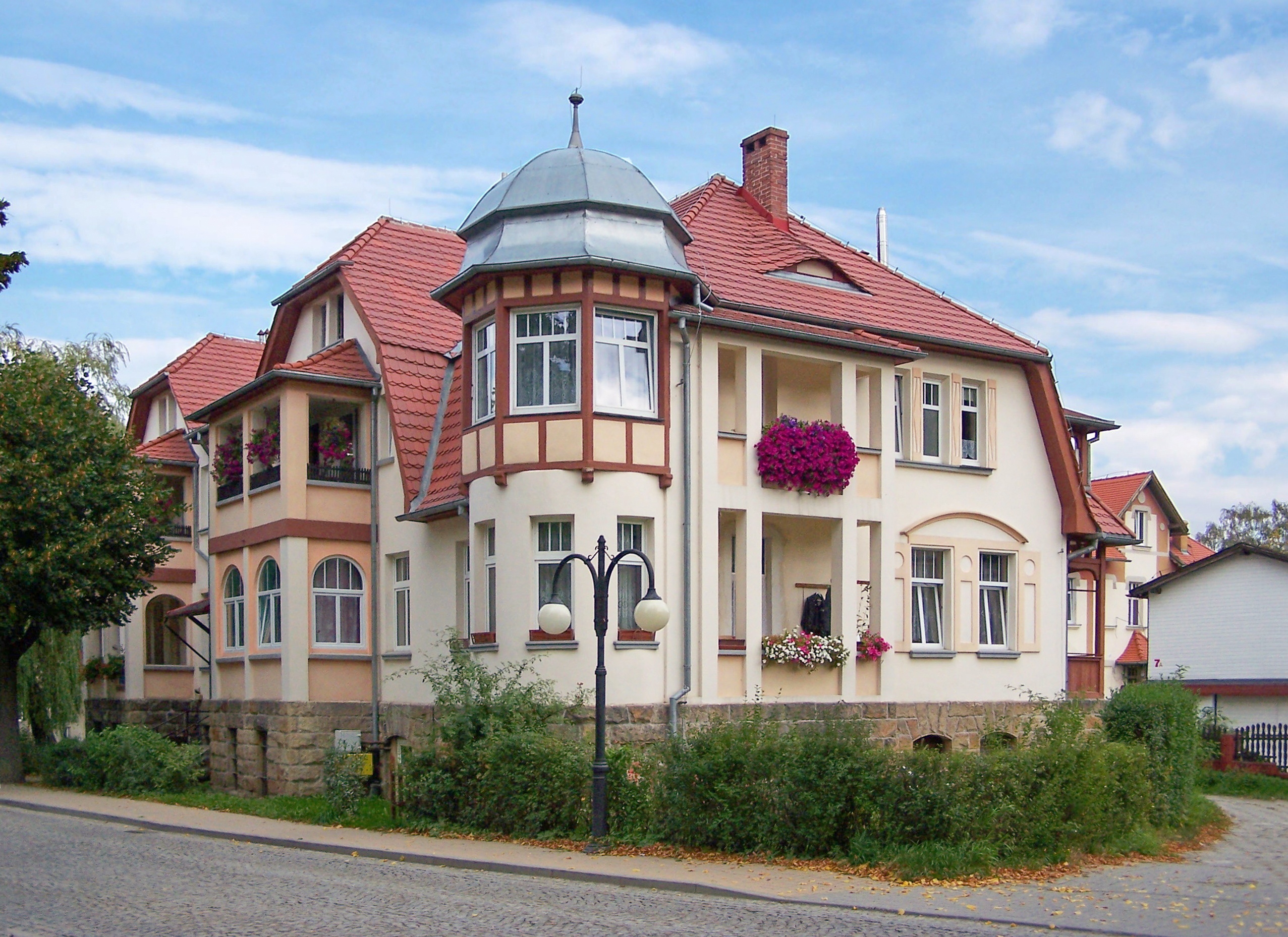
Willa w Polanicy-Zdroju

- miasto, historyczny układ urbanistyczny, z XIV–XX w.
- kościół par. pw. Wniebowzięcia NMP, wybudowany w 1910 w stylu neobarokowym. Stoi obok dawnego dworu jezuickiego. Powstał na miejscu dawnej drewnianej kaplicy z XVII w. Jest świątynią jednonawową, z jedną wieżą i bogato dekorowanymi elewacjami
- kaplica pomocnicza pw. św. Antoniego, Nowy Wielisław, z XVIII w.
- Park Zdrojowy, z 1906
- Teatr Zdrojowy – z 1925, połączony z budynkiem pijalni, sala mieści 282 widzów, w latach 2010–2011 dzięki pozyskaniu funduszy unijnych przeszedł gruntowną modernizację, ul. Parkowa 2
- dom zdrojowy – pijalnia wód mineralnych, z 1911, w stylu secesyjno-klasycystycznym z halą spacerową, ul. Parkowa 4

### Inne zabytki
Pozostałe obiekty zabytkowe:

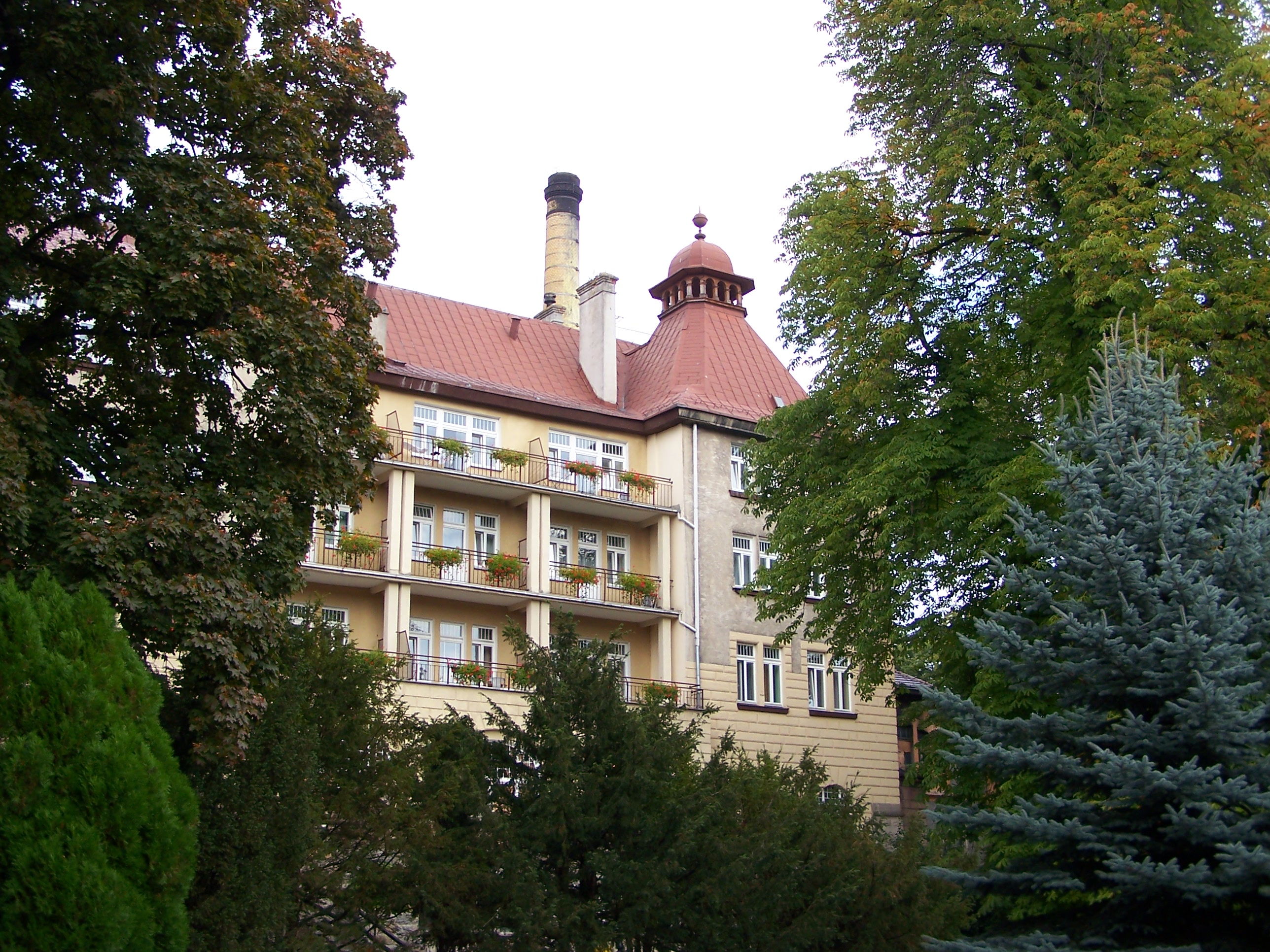
Sanatorium Wielka Pieniawa

- dawny dwór jezuitów – wzniesiony w latach 1706–1707, wielokrotnie przebudowywany, obecnie siedziba zakładu wychowawczego ss. józefitek
- dworzec kolejowy – murowany, z 1890
- zespół uzdrowiskowy:
  - sanatorium Wielka Pieniawa – dawny dom zdrojowy zbudowany przez Andreasa Ernsta w 1906 jako luksusowy obiekt o 130 pokojach, o bryle charakterystycznej dla obiektów kurortowych z początku XX w.
  - stary dom zdrojowy – zbudowany w 1892
  - szpital kardiologiczny – z początku XX w., przy ul. Zdrojowej.
  - szpital gastrologiczny – z lat 1914–1920, przy ul. Konopnickiej.
  - sanatorium dziecięce Leśny Domek – z 1910, przy ul. Piastowskiej.

### Pomniki i tablice
- pomnik Adama Mickiewicza, autorstwa Władysława Tumkiewicza, odsłonięty w 1969 na zwieńczeniu promenady parkowej[35], przeniesiony w 2012 na ul. Ogrodową[36][37]
- do 1946 w tymże miejscu znajdował się pomnik Młodzieńca z 1933 z twarzą Georga Haasego dłuta Theodora von Gosena, następnie w l. 1955–1969 pomnik Mickiewicza i Puszkina, dłuta Chaima Goldberga[36]
- przy ul. Warszawskiej: pomnik „Powrotu do Macierzy” – upamiętnia przyłączenie Polanicy-Zdroju i Dolnego Śląska do państwa polskiego w 1945,
- niedaleko także, koło komisariatu policji, znajduje się pomnik Sybiraków
- kamienny krzyż z figurą Chrystusa – stoi w centrum miasta przy Bystrzycy Dusznickiej, neobarokowy z początku XIX w.
- w parku Leśnym: betonowa rzeźba niedźwiedzia polarnego z 1910, upamiętniająca hipotetyczną granicę lądolodu w okresie zlodowacenia[38] i głaz przewodników sudeckich i ratowników GOPR, którzy zginęli w latach 1948–1978,
- w dzielnicy Sokołówka w klasztorze sercanów białych w 1994 odsłonięto pomnik św. Damiana De Veustera (misjonarza, który poświęcił się opiece nad chorymi na trąd na Hawajach), w 2018 przeniesiony do parafii św. Małgorzaty w Starej Łomnicy
- tamże obok wejścia do muzeum misyjnego – tablica upamiętniającą pobyt w tutejszym klasztorze w dniach 16–19 sierpnia 1959 kard. Stefana Wyszyńskiego
- również w Sokołówce kamień Cardocusa przy ul. Tadeusza Gajcego, naprzeciw domu nr 24
- przy ul. Jana Pawła II: kamień pamiątkowy z 2005 po dawnym kościele ewangelickim im. cesarza Fryderyka III i obelisk pamięci papieża Jana Pawła II przy SCM, z 3 maja 2006, oba odsłonięte z inicjatywy TMP
- pomniki Akiby Rubinsteina, dr. Józefa Matuszewskiego, kuracjuszki z pieskiem i kuracjuszy na trawie – wystawione w czasie rewitalizacji parku Zdrojowego w 2011
- kamień księżnej Charlotty, pierwotnie stojący przy źródle Józefa (wcześniej niem. Charlottensprudel), w 2011 usunięty[39]
- „kamienie milowe” tworzące „Polanicki przewodnik historyczny” z datami z historii miasta[40] przy schodach z corsa do ul. Kościelnej (przeniesione z Parku Szachowego)

- tablica upamiętniająca prof. Heinricha Schlechta („Wielka Pieniawa”).
- tablica 100-lecia odkrycia źródła „Wielka Pieniawa” (wejście do pijalni)
- drogowskaz „Polanica bliżej świata” pokazujący odległości do pobliskich stolic, miast partnerskich i osobliwości ziemi kłodzkiej[41], naprzeciw siedziby TMP
- tablica „Kapsuły Czasu” w parku Zdrojowym[42].

## Demografia
- Wedle danych z 30 czerwca 2018 miasto liczyło 6354 mieszkańców[43]:

| Opis                              | Ogółem | Ogółem | Kobiety | Kobiety | Mężczyźni | Mężczyźni |
| --------------------------------- | ------ | ------ | ------- | ------- | --------- | --------- |
| Jednostka                         | osób   | %      | osób    | %       | osób      | %         |
| Populacja                         | 6354   | 100    | 3449    | 54,3    | 2905      | 45,7      |
| Gęstość zaludnienia [mieszk./km²] | 368,99 | 368,99 | 200,29  | 200,29  | 168,70    | 168,70    |

- Wykres liczby ludności Polanicy-Zdroju na przestrzeni wieków[3][44][45]:

Piramida wieku mieszkańców Polanicy-Zdroju w 2014 roku.

## Urbanistyka i architektura
Układ urbanistyczny Polanicy-Zdroju zachował w sobie do dziś pozostałości wsi wielodrożnicowej, który został zniekształcony poprzez późniejsze regulacje i parcelacje. Zachowało się sporo obiektów, charakterystycznych dla tzw. stylu kurortowego z początku XX wieku, jednak w latach 70. XX w. wybudowano duże osiedle mieszkaniowe pomiędzy centrum miasta a stacją kolejową. Powstało także wiele pensjonatów i domów jednorodzinnych, które zagęściły nadmiernie zabudowę w strefie uzdrowiskowej.

## Polityka i administracja

### Władze miasta
Polanica-Zdrój ma status gminy miejskiej. Mieszkańcy miasta wybierali 15 radnych do rady miasta w wyborach co 4 lata, w trzech okręgach wyborczych. Od wyborów samorządowych 2014 obowiązuje podział na 15 jednomandatowych okręgów wyborczych. Od 2018 radni wybierani są w wyborach bezpośrednich na kadencje trwające pięć lat, licząc od dnia wyboru. Organem wykonawczym władz jest burmistrz. Siedzibą władz miasta jest zabytkowa willa, znajdująca się przy ulicy Jarosława Dąbrowskiego 3.
Burmistrzowie Polanicy-Zdroju (od 1990):
- 20 czerwca 1990 – 30 kwietnia 1992 Jan Nowak
- 1 maja 1992 – 30 września 1992 Zbigniew Dziewiecki
- 1 października 1992 – 1 lipca 1994 Ryszard Łuczko
- 1 lipca 1994 – 31 sierpnia 1998 Jerzy Terlecki
- 1 września 1998 – 4 listopada 1998 Henryk Grzybowski (zastępca burmistrza)
- 5 listopada 1998 – 18 listopada 2002 Grzegorz Jung
- 18 listopada 2002 – 20 listopada 2018 Jerzy Terlecki (4 kadencje)
- od 21 listopada 2018 Mateusz Jellin[1]

Mieszkańcy Polanicy-Zdroju wybierają parlamentarzystów do Sejmu z okręgu wyborczego Wałbrzych, a do Senatu z okręgu wyborczego dzierżoniowsko-kłodzko-ząbkowickiego, zaś posłów do Parlamentu Europejskiego z dolnośląsko-opolskiego okręgu wyborczego z siedzibą we Wrocławiu.
W latach 1945–1954 w mieście siedzibę miała też gmina wiejska Polanica Zdrój.

### Administracja
Na terenie Polanicy-Zdroju nie występują jednostki pomocnicze w postaci osiedli czy dzielnic. Mimo to tradycyjnie miasto dzieli się na kilka części, które wynikają z podziału na dawne wsie:
- Polanica – najstarsza część miasta, powstała na początku XIV w. najprawdopodobniej jako śródleśna osada, która w XX w. uległa znacznej rozbudowie, przyłączając okoliczne wsie,
- Zdrój – jego budowa związana była z wykorzystywaniem tutejszych wód dla celów leczniczych od początku XIX w., od samego początku znajdował się w granicach Polanicy,
- Polanica Górna – została założona w 1556 jako Nowa Polanica (Neu Heide, później Neuheide) na północ od starszej Polanicy, połączona z Polanicą w 1925
- Siemków – założony w końcu XIX w. jako kolonia Wolan. Połączony z Polanicą w 1925
- Nowa Sokołówka – (Neu Falkenhain) powstała w końcu XIX w. jako kolonia Sokołówki lub Starego Wielisławia, w granicach miasta od 1973
- Sokołówka (Falkenhain) – dawna wieś, przyłączona do Polanicy w 1973,
- Nowy Wielisław (Neu Wilmsdorf) – dawna wieś, założona w XVI lub XVII w., w granicach Polanicy od 1973
- Piekielna – przyłączona w 1973
- Osiedle na Stoku – osiedle domów jednorodzinnych położone na Wzgórzu Marii, we wschodniej części miasta.

## Infrastruktura

### Transport

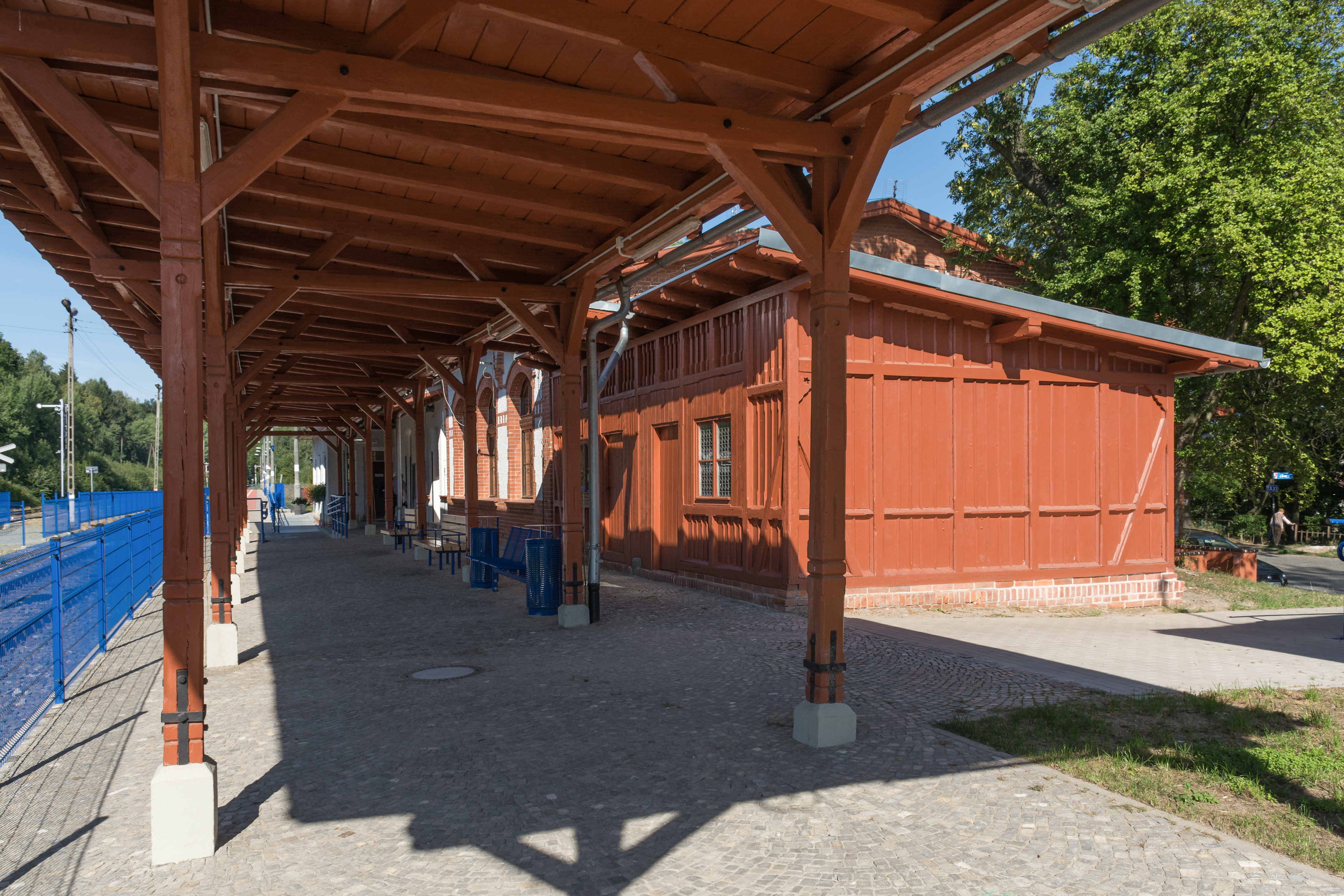
Peron stacji kolejowej w Polanicy

#### Transport drogowy
Polanica-Zdrój leży na starym szlaku handlowym, uczęszczanym od starożytności, zwanym szlakiem bursztynowym, łączącym południową z północną Europą. Przez miasto przebiega droga wojewódzka nr 388 z Bystrzycy Kłodzkiej do Ratna Dolnego. Przez północną granicę miejscowości przebiega droga krajowa, będącą też trasą europejską E67. Trasa ta zapewnia bezpośrednie połączenie drogowe uzdrowiska z Kłodzkiem i Wrocławiem, a także Hradcem Králové i Pragą. Alternatywną trasą dla drogi krajowej nr 8 jest droga powiatowa 3240D Szczytna – Polanica-Zdrój – Szalejów Górny. Łącznie, obie te trasy stanowią główną oś transportu zachodniej części powiatu kłodzkiego, a zarazem tranzyt dla przyjezdnych i mieszkańców. Drogą najmniej uczęszczaną jest droga powiatowa nr 3291D + 3292D, relacji Polanica-Zdrój – Stary Wielisław – Kłodzko. Jest ona wykorzystywana głównie przez mieszkańców południowej części miasta jako połączenie z Kłodzkiem, stanowi także dojazd do Sanktuarium Matki Bożej Bolesnej w Starym Wielisławiu.
W pobliżu centrum miasta znajduje się dworzec autobusowy. Liczba połączeń autobusowych lokalnych i dalekobieżnych jest duża. Wśród bezpośrednich połączeń dalekobieżnych można wymienić: Wrocław, Warszawę, Kielce, Łódź, Gorzów Wielkopolski, Zieloną Górę, Wałbrzych, Katowice, Kamienną Górę, Legnicę, Poznań, Zakopane, oraz nadmorską Ustkę, a w sezonie letnim dodatkowo Kraków, Sanok i Ustrzyki Górne w Bieszczadach.

#### Transport kolejowy
Dworzec kolejowy położony jest w południowej części Polanicy, przy niezelektryfikowanej linii kolejowej nr 309 z Kłodzka do Kudowy Zdroju. Całoroczne bezpośrednie połączenia to Wałbrzych, Świdnica, Legnica, Wrocław, w sezonie letnim także Poznań, Bydgoszcz, Gdańsk, Gdynia, Gniezno, Warszawa.

#### Transport lotniczy
- W 2015 uruchomiono lądowisko sanitarne Lądowisko Polanica Zdrój – SCM, położone przy ul. Jana Pawła II 2, lądowisko wyniesione (niebędące lądowiskiem naziemnym), przeznaczone dla śmigłowców. Jest położonym najwyżej w Polsce lądowiskiem sanitarnym[62].
- Najbliżej znajdującym się lotniskiem jest port lotniczy Wrocław-Strachowice im. Mikołaja Kopernika, oddalony o 102 km, z którym miasto ma dogodne połączenie poprzez drogę krajową nr 8 i autostradę A8, dzięki czemu podróż na lotnisko trwa nieco ponad godzinę. Kolejne lotniska to czeskie w Pradze-Ruzyně 199 km i Brnie-Tuřanach 201 km oraz Katowicach-Pyrzowicach 222 km.

## Edukacja
Na terenie Polanicy-Zdroju znajdują się trzy przedszkola, trzy szkoły podstawowe, trzy gimnazja, szkoła ponadgimnazjalna oraz specjalny ośrodek szkolno-wychowawczy:
- Przedszkole Publiczne[64]
- Przedszkole Niepubliczne „Gromadka Niedźwiadka”[65]
- Przedszkole Niepubliczne „Wesołe przedszkole w Bajkowej krainie”[66]
- Szkoła Podstawowa im. Żołnierzy z Monte Cassino[67]
- Szkoła Podstawowa Stowarzyszenia „Edukator”[68]
- Szkoła Podstawowa Specjalna w Specjalnym Ośrodku Szkolno-Wychowawczym[69]
- Gimnazjum im. dr. Józefa Matuszewskiego[70]
- Regionalna Szkoła Turystyczna Technikum im. Jana Pawła II[71]
- Specjalny Ośrodek Szkolno-Wychowawczy w Polanicy Zdroju, prowadzony przez Zgromadzenie Sióstr Świętego Józefa Oblubieńca (CSSJ).

## Kultura

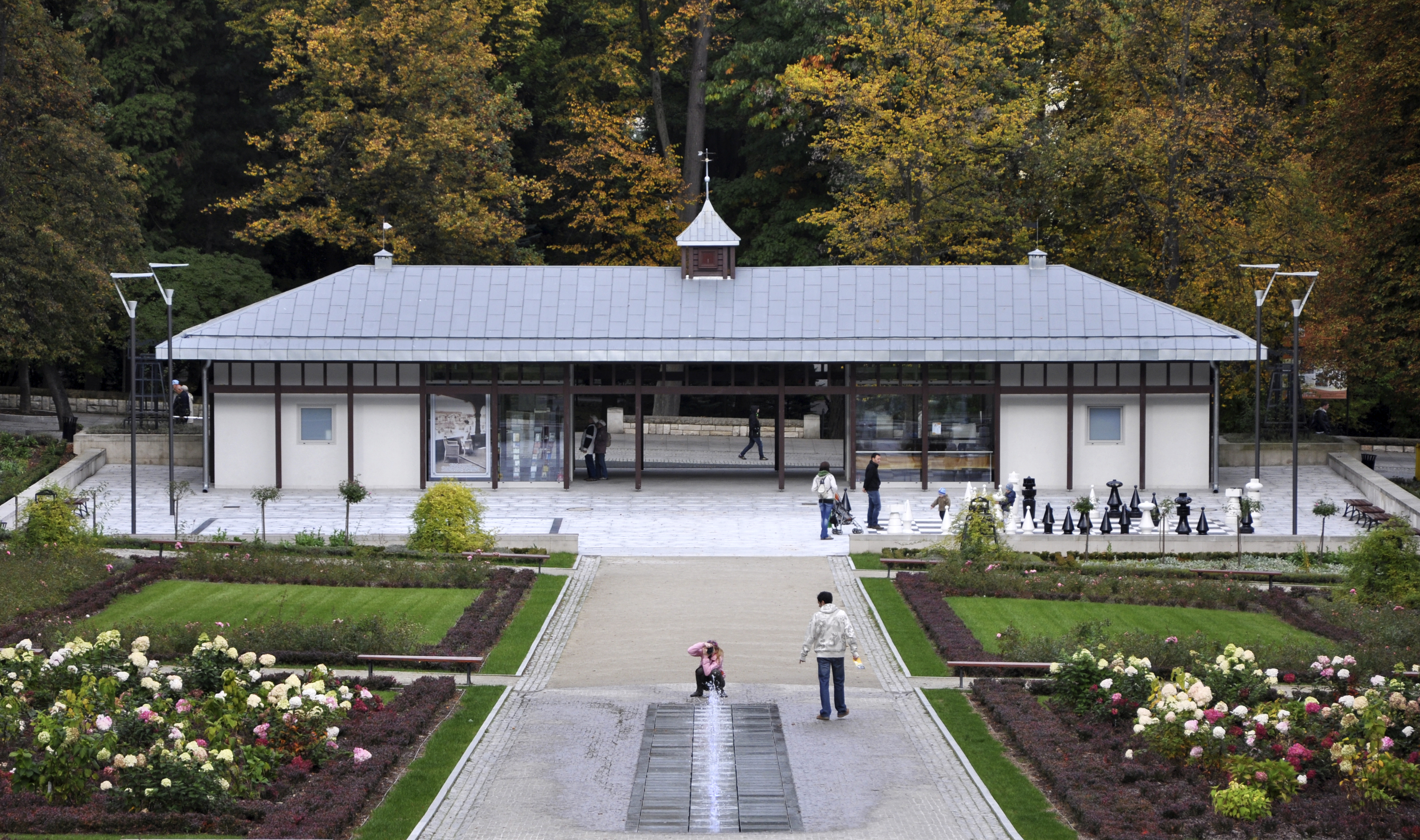
Pawilon szachowy

W latach 1966–1974 (do 1970 wspólnie z Kłodzkiem) Polanica była miejscem spotkań poetów i krytyków literackich o nazwie Kłodzkie Wiosny Poetyckie (na których bywali m.in. Mieczysław Jastrun, Julian Przyboś, Miron Białoszewski, Jacek Łukasiewicz), zapoczątkowanych w 1961 w Kłodzku przez kłodzką grupę poetycką, w której skład wchodzili Jan Kulka, Anna Zelenay i Bogusław Michnik. Corocznie organizowane są ciekawe imprezy o zasięgu międzynarodowym i krajowym m.in. Międzynarodowy Festiwal Filmów Amatorskich POL-8 (odbywał się w latach 1965–2010 z wyjątkiem lat 1986–1989, 1991–1993 w innej lokalizacji), Międzynarodowe Koncerty Muzyki Organowej i Kameralnej w wykonaniu artystów o światowej sławie, Międzynarodowy Festiwal Poezji „Poeci bez Granic”, Festiwal Marii Czubaszek i Wojtka Karolaka „Cały Kazio”.

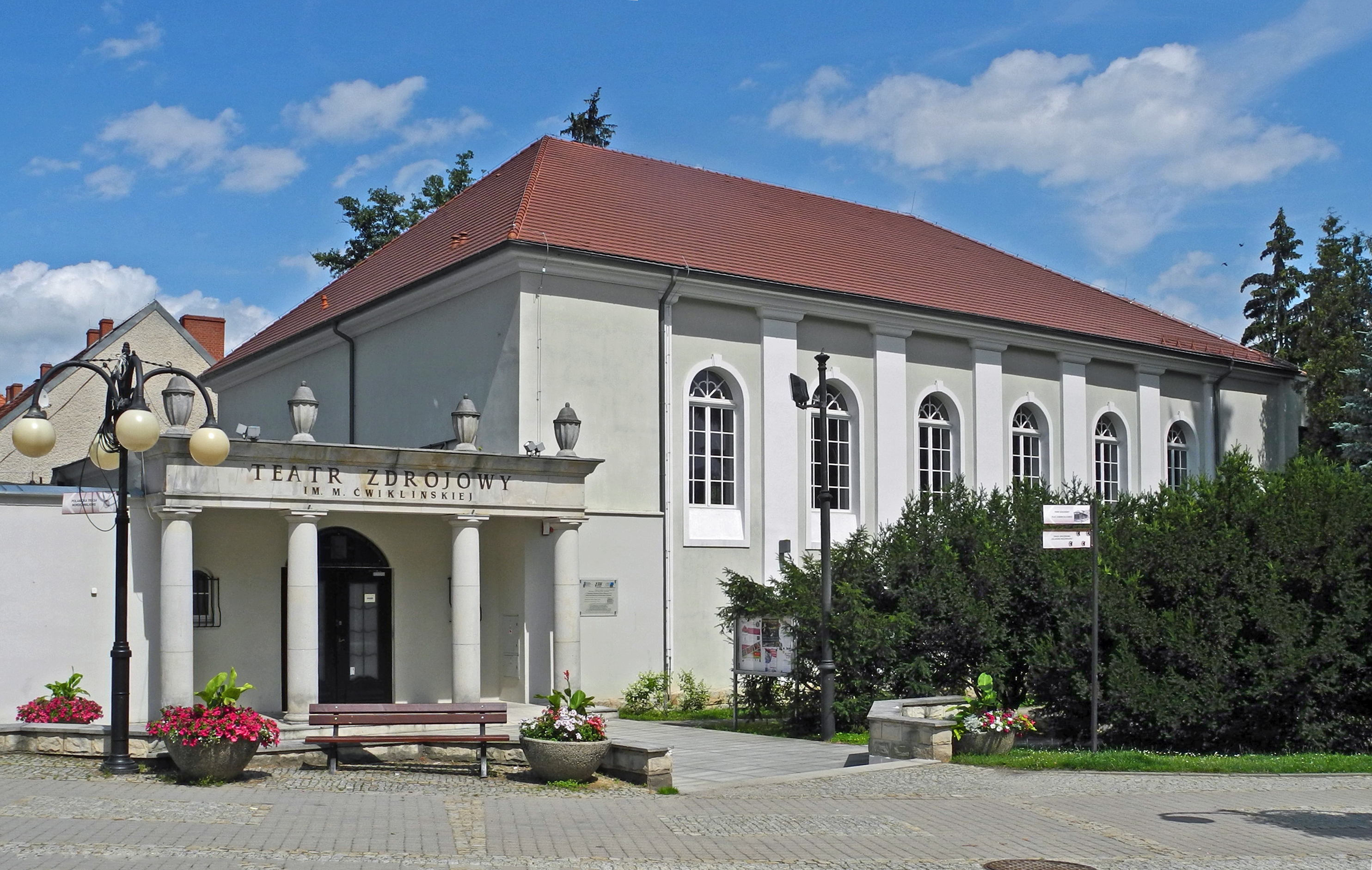
Teatr Zdrojowy im. Mieczysławy Ćwiklińskiej

Miasto ma kilka instytucji kulturalnych. Najważniejszą z nich i głównym animatorem imprez kulturalnych jest Teatr Zdrojowy – Centrum Kultury i Promocji, który organizuje występy, festyny, przeglądy zespołów, prowadzi ponadto grupy i pracownie artystyczne. Przy parku Szachowym mieści się Polanicka Galeria Sztuki „Akwarium”, w której można oglądać m.in. prace związanych z miastem artystów. Prace takich artystów są także eksponowane na wystawach organizowanych w siedzibie Towarzystwa Miłośników Polanicy. Od 2012 funkcjonuje chór miejski „Bel Canto”; w 2013 wystąpił na wspólnych koncertach z Młodzieżową Orkiestrą Symfoniczną z miasta partnerskiego Telgte.
W Teatrze Zdrojowym im. M. Ćwiklińskiej od 2001 mieści się Międzynarodowe Centrum Konferencyjno-Kulturalne, gdzie organizowane są różnorodne imprezy cykliczne oraz występy artystyczne. Historyczne kino „Światowid” wybudowane w 1928 przez Heinricha Kolossę jako „Union-Theater”, znane z Festiwali POL-8, zostało zamknięte w 2013.
W klasztorze sercanów mieści się Muzeum Etnograficzno-Misyjne, uruchomione w 1977, w którym znajdują się eksponaty z zakresu kultury materialnej i sztuki ludów Afryki, Oceanii i Ameryki Południowej. Są tu m.in.: ozdobne stroje, przedmioty codziennego użytku, instrumenty ludowe, rzeźby gromadzone przez misjonarzy.

### Stowarzyszenia
Od 1973 w Polanicy działa Towarzystwo Miłośników Polanicy, towarzystwo regionalne zajmujące się zachowaniem dziedzictwa narodowego i kulturowego i promocją miasta poprzez badanie i przybliżanie jego historii, wydawnictwo książek i okolicznościowych publikacji oraz wydawanie pisma „Nieregularnik Polanicki”. Wśród jego założycieli byli: dr Józef Matuszewski, Włodzimierz Młotkowski, Leszek Majewski, Zygmunt Bratkowski.
W 1994 powstała Polanicka Izba Gospodarcza, aktywnie włączająca się w dyskurs na temat kształtowania przestrzeni publicznej w mieście. Szczególne znaczenie miała w latach 2000–2015 obrona koncepcji „małego rynku” w ścisłym centrum jako miejsca publicznego, niekomercyjnego i stanowiącego o uzdrowiskowym charakterze miasta. W 2015 PIG ufundowała „Kapsułę Czasu” – „zdjęcie teraźniejszości” współczesnych polaniczan, a dzięki grupie tanecznej „Polanickie Rusałki” poprzez ćwiczenia i taniec aktywizuje kobiety.
Inne stowarzyszenia to m.in. istniejący od 2010: Klub Rotariański Polanica-Zdrój, który w 2015 ufundował drogowskaz „Polanica bliżej świata” i działające w latach 2008–2014 Stowarzyszenie Inicjatyw Polanica-Zdrój, znane z inicjatyw kulturalnych takich jak „Spotkania z Jazzem Tradycyjnym”.

### Media lokalne
Jedynym pismem wydawanym na terenie Polanicy jest półrocznik „Nieregularnik Polanicki”, ukazujący się od 2001 nakładem Towarzystwa Miłośników Polanicy w liczbie ok. 400 egzemplarzy. Pismo promuje historię miasta i regionu, przedstawiając losy i dokonania jego mieszkańców. Przybliża również działalność samego Towarzystwa. Do chętnie czytanych lokalnych tytułów prasowych należą: „Gazeta Wrocławska” i „Gazeta Kłodzka–Euroregio Glacensis”. Czytane są również lokalne miesięczniki, obejmujące teren ziemi kłodzkiej m.in. „Ziemia Kłodzka” i „Gazeta Prowincjonalna Ziemi Kłodzkiej”, zawierające teksty o kulturze i historii regionu, aktualności, oraz „Panorama Ziemi Kłodzkiej” (kalendarz imprez, ciekawe wydarzenia, miejsca, ludzie).
Lokalnym radiem jest Radio Wrocław, które ma studio na terenie ziemi kłodzkiej. Informacje z Polanicy można też obejrzeć w dwóch lokalnych stacjach telewizji kablowej: Telewizji Kłodzkiej i TV Sudeckiej.

## Wspólnoty wyznaniowe

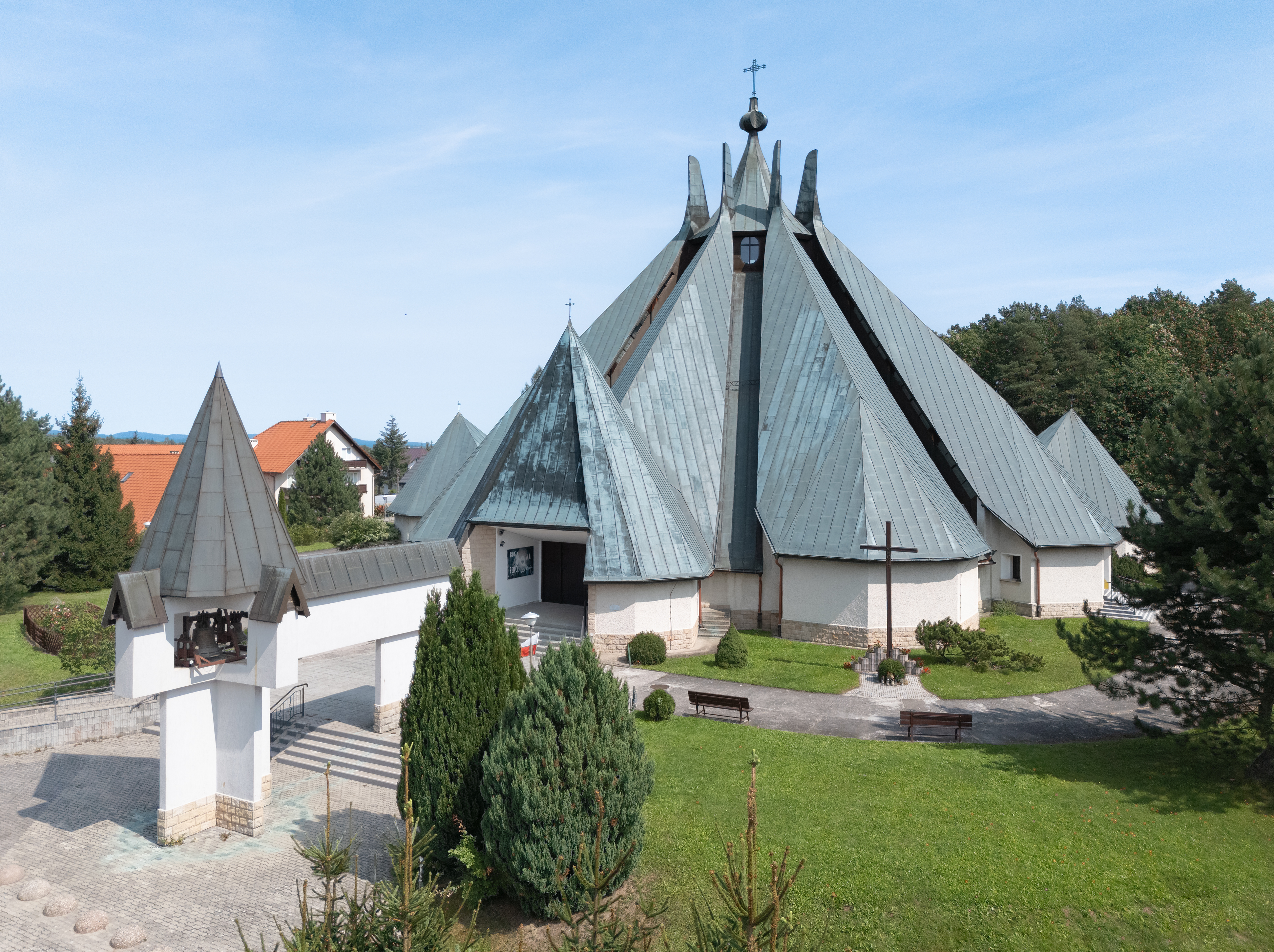
Kościół MB Królowej Pokoju

Na terenie Polanicy działalność religijną prowadzi Kościół rzymskokatolicki i Świadkowie Jehowy.
Działają trzy parafie katolickie, wchodzące w skład diecezji świdnickiej. Najstarszą z nich jest parafia Wniebowzięcia NMP, erygowana w 1923, położona w centrum miasta, od 1972 stanowiąca siedzibę polanickiego dekanatu; ponadto funkcjonują parafie Matki Bożej Królowej Pokoju i Chrystusa Króla (obie w dzielnicy Sokołówka).
Świadkowie Jehowy (zbór Polanica-Zdrój) gromadzą się w sali królestwa przy ul. J. Dąbrowskiego.
W kościele ewangelickim do 1957 r. odbywały się nabożeństwa w języku polskim i jeszcze w 1955 udzielono tu ślubu. W 1970 pozostający bez opieki i coraz bardziej zniszczony kościół rozebrano. Ołtarz, ambonę i chrzcielnicę zostały przeniesione do kaplicy w Ząbkowicach Śl., natomiast organy sprzedano do kościoła ewangelicko-augsburskiego pw. Św. Ducha w Koninie. Z uwagi na to ewangelicy wyznania ewangelicko-augsburskiego należą do parafii w Kłodzku.

## Opieka zdrowotna i bezpieczeństwo

### Opieka zdrowotna
Ratownictwo medyczne w Polanicy-Zdroju zapewnia Szpitalny Oddział Ratunkowy w Specjalistycznym Centrum Medycznym (SCM), położonym na obrzeżach miasta. W skład szpitala wchodzą także oddziały: Chemioterapii Dziennej, Chorób Wewnętrznych, Stacji Dializ, Intensywnej Terapii, Rehabilitacji, Otolaryngologiczny, Okulistyczny, Neonatologiczny, Neurochirurgiczny, Położniczo-Ginekologiczny, Chirurgii Ogólnej i Naczyniowej, Chirurgii Urazowo-Ortopedycznej i Chirurgii Plastycznej.

Od 2008 w ramach Polsko-Amerykańskich Klinik Serca, funkcjonuje tu Sudeckie Centrum Kardiologiczno-Angiologiczne.
Ponadto na terenie uzdrowiska funkcjonują dwa szpitale uzdrowiskowe (sanatoryjne): „Wielka Pieniawa” i „Zdrowie”,
W latach 1992–2016 działał tu Ośrodek Litotrypsji, wykonujący zabiegi leczenia kamicy nerkowej poprzez kruszenie kamieni metodą ESWL, w 2016 przeniesiony do Kłodzka.
W Polanicy-Zdroju znajdują się obiekty uzdrowiskowe świadczące pobyty z zabiegami dla kuracjuszy ze skierowaniami z NFZ i ZUS oraz dla kuracjuszy prywatnych, między innymi: Uzdrowisko Polanica-Zdrój, Medical Sensus, Hotel Polanica Resort & Spa.

### Bezpieczeństwo
W zakresie ochrony przeciwpożarowej oraz innych miejscowych zagrożeń – w Polanicy-Zdroju funkcjonuje Ochotnicza Straż Pożarna, włączona od 1995 do Krajowego Systemu Ratowniczo-Gaśniczego (KSRG). Wyposażenie jednostki stanowią cztery pojazdy ratownicze.

W mieście znajduje się komisariat policji, obejmujący oprócz Polanicy terytorium gmin Szczytna i Duszniki-Zdrój. Służbę pełni dwóch dzielnicowych; z policją ściśle współpracuje straż miejska.

## Sport i turystyka

### Sport i obiekty sportowe
W mieście jest stadion piłkarsko-lekkoatletyczny i dwa boiska piłkarskie Orlik. Kąpielisko zbudowane w latach 1932–1933 o tafli wody 1800 m², przez kilkanaście lat zamknięte, od 2023 jest ponownie czynne. Funkcjonuje kilka basenów krytych o różnej wielkości przy uzdrowisku, hotelach i pensjonatach. Klub Sportowy Polanica-Zdrój prowadzi sekcje: piłkarską, tenisową, szachową i aerobiku.
Sekcja Szachowa w Polanicy-Zdroju przy Związkowym Klubie Szachowym „Unia” została założona w 1951. Klub Szachowy „Wielka Pieniawa” do 1970 rozgrywał zawody w lidze okręgowej z udziałem takich zawodników jak Edward Karel i Czesław Dutka. Corocznie od 1963 organizowane są turnieje szachowe o zasięgu międzynarodowym i krajowym, m.in. Międzynarodowy Turniej Szachowy pamięci Akiby Rubinsteina, którego inicjatorami byli prezes Dolnośląskiego Okręgowego Związku Szachowego Jerzy Arłamowski i dyrektor uzdrowiska Karol Grzejszczyk.
W mieście rozgrywane są biegi górskie (m.in. Polanicki Bieg Niedźwiedzia, Super Bieg) i Bike Maratony.

### Szlaki turystyczne
Polanica-Zdrój jest punktem wyjścia na następujące piesze szlaki turystyczne Gór Stołowych i Gór Bystrzyckich:
- Polanica-Zdrój – Wolarz – Schronisko PTTK „Pod Muflonem”
- Polanica-Zdrój – Bukowa – Borowina – Niżkowa – Batorówek – Skalne Grzyby – Wambierzyce – Radków – Stroczy Zakręt
- Zieleniec – Torfowisko pod Zieleńcem – Kamienna Góra – Przełęcz Sokołowska – Polanica-Zdrój – Garncarz – Batorów – Karłów
- droga Szklary-Samborowice – Jagielno – Przeworno – Gromnik – Biały Kościół – Żelowice – Ostra Góra – Niemcza – Gilów – Piława Dolna – Góra Parkowa – Bielawa – Kalenica – Nowa Ruda – Przełęcz pod Krępcem – Sarny – Tłumaczów – Radków – Skalne Wrota – Pasterka – Przełęcz między Szczelińcami – Karłów – Lisia Przełęcz – Białe Skały – Skalne Grzyby – Batorówek – Batorów – Skała Józefa – Duszniki-Zdrój – Schronisko PTTK „Pod Muflonem” – Szczytna – Zamek Leśna – Polanica-Zdrój – Przełęcz Sokołowska – Łomnicka Równia – Huta – Bystrzyca Kłodzka – Igliczna – Międzygórze – Przełęcz Puchacza[104]

## Współpraca międzynarodowa i samorządowa
Miasta i gminy partnerskie:
- Telgte k. Münster od 14 maja 1995
- Česká Skalice od 29 lutego 2008
- Jańskie Łaźnie od 8 grudnia 2011
- Kartuzy, od 15 czerwca 2019
- Comacchio od 28 września 2019